# Portauovo

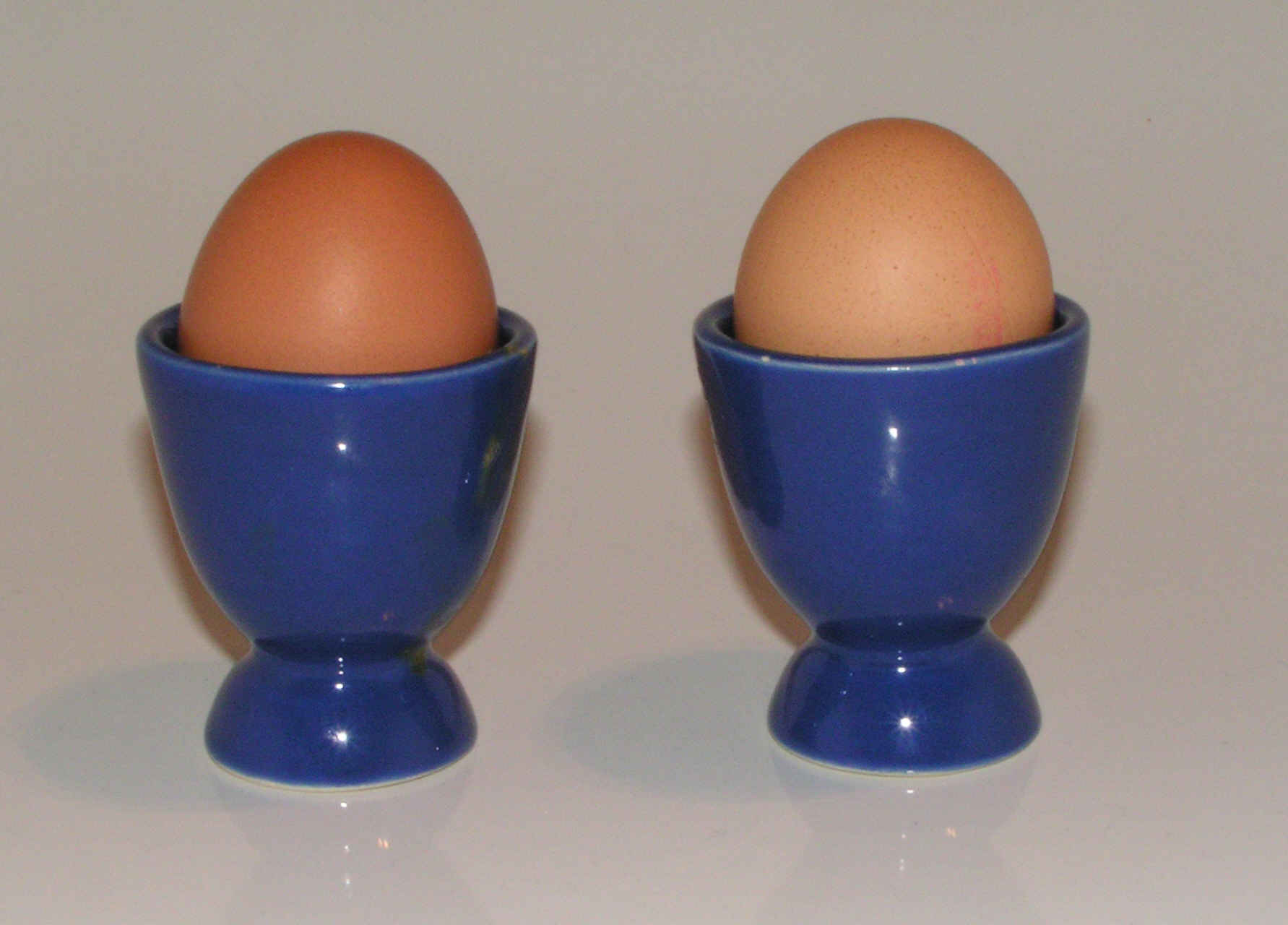
Portauovo in ceramica

Il portauovo è un piccolo contenitore usato per servire e consumare le uova bollite o à la coque.

## Struttura
Ha la forma di un bicchiere in miniatura, nella cui coppa l'uovo entra per metà, la forma tradizionale ha una strozzatura sul gambo, tra la coppa e il piede, che è pronunciato per aumentare la stabilità. I materiali utilizzati per costruirlo sono i più vari: legno, ceramica, metallo, plastica, i più preziosi in argento, peltro e porcellana.

## Storia
I portauovo sono stati usati sin dalla preistoria nella civiltà Minoica sull'isola di Creta, nel palazzo di Cnosso sono stati trovati portauova dell'età del bronzo risalenti al XVIII secolo a.C..
I "bicchieri a portauovo" rinvenuti nel comasco e nel Canton Ticino risalenti al IV secolo a.C. sono considerati marker cronologici del periodo celtico in Lombardia, probabilmente il loro uso era quello di bicchiere e il nome attribuito deriva solamente dalla loro forma.

## Da collezione
I portauovo sono considerati oggetti da collezione, per questo scopo se ne costruiscono di ogni forma e sembianza.

## Galleria d'immagini

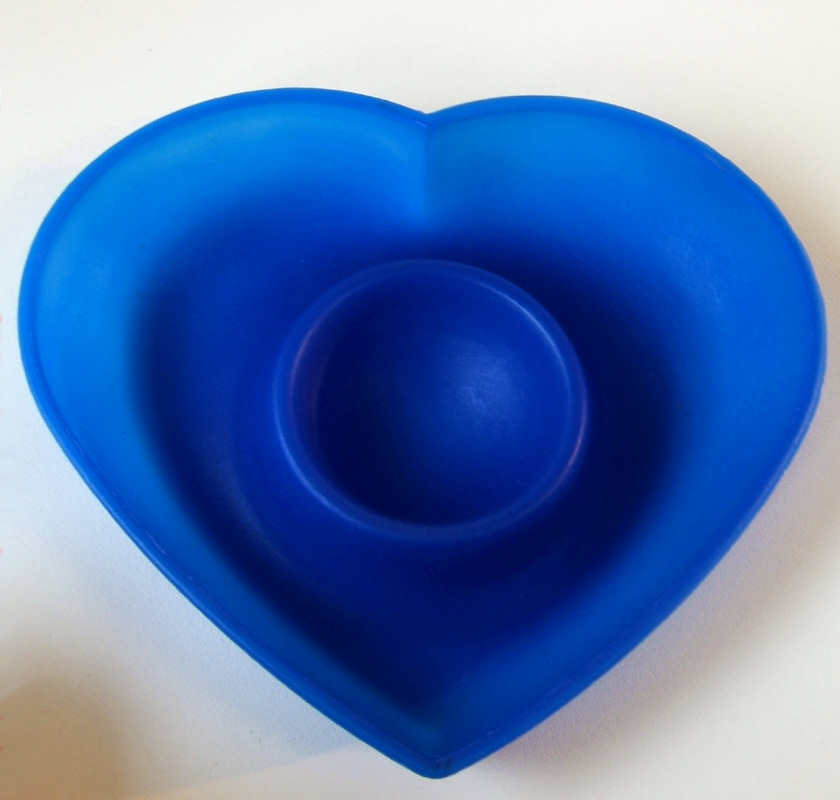
a cuore
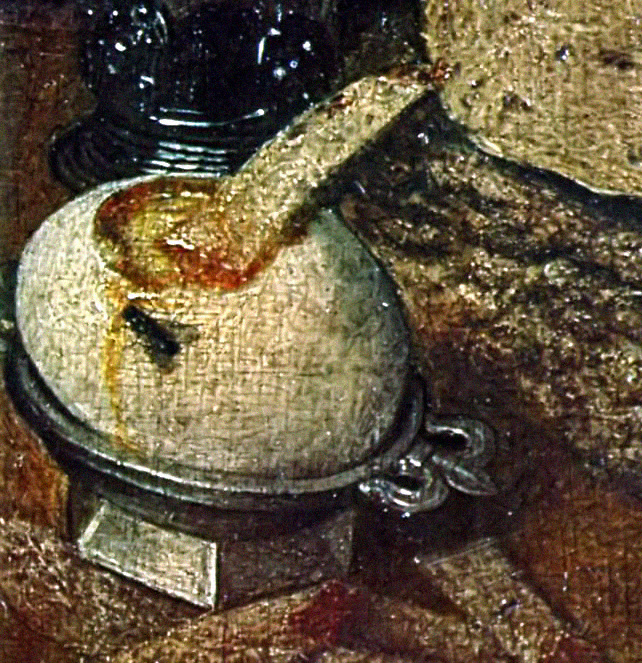
in un dipinto di George Flegel
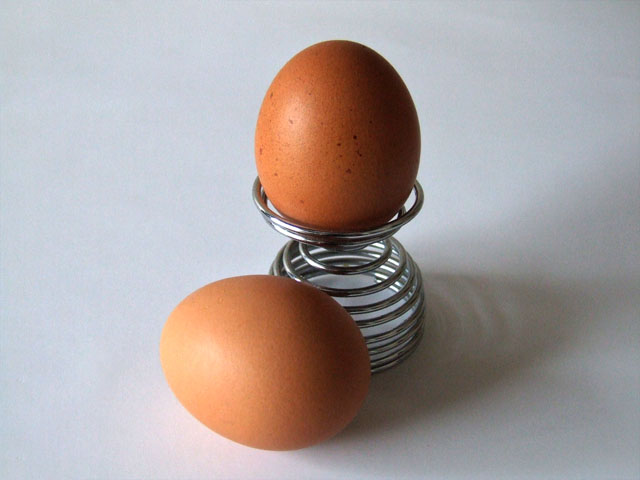
In filo metallico
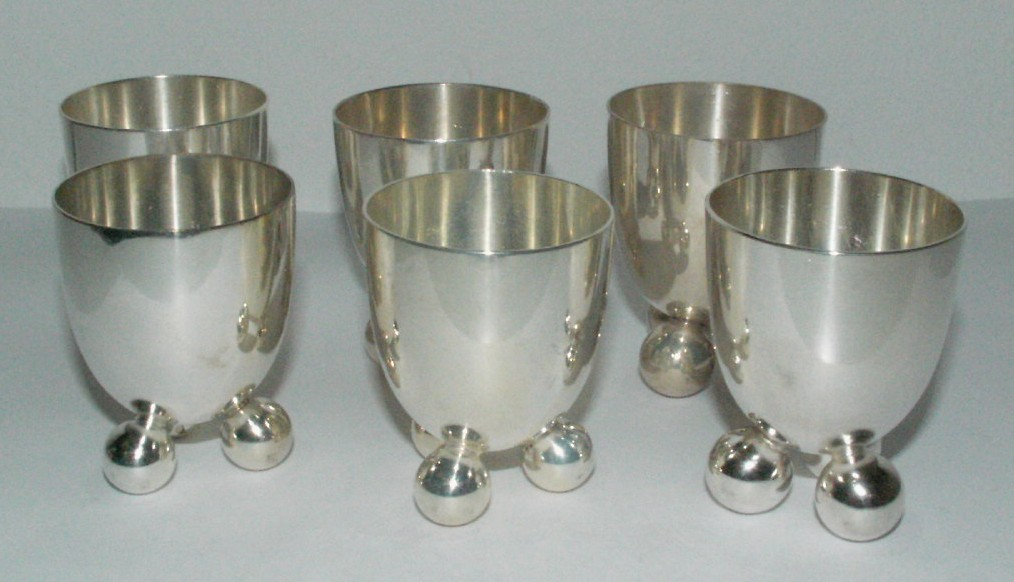
in argento
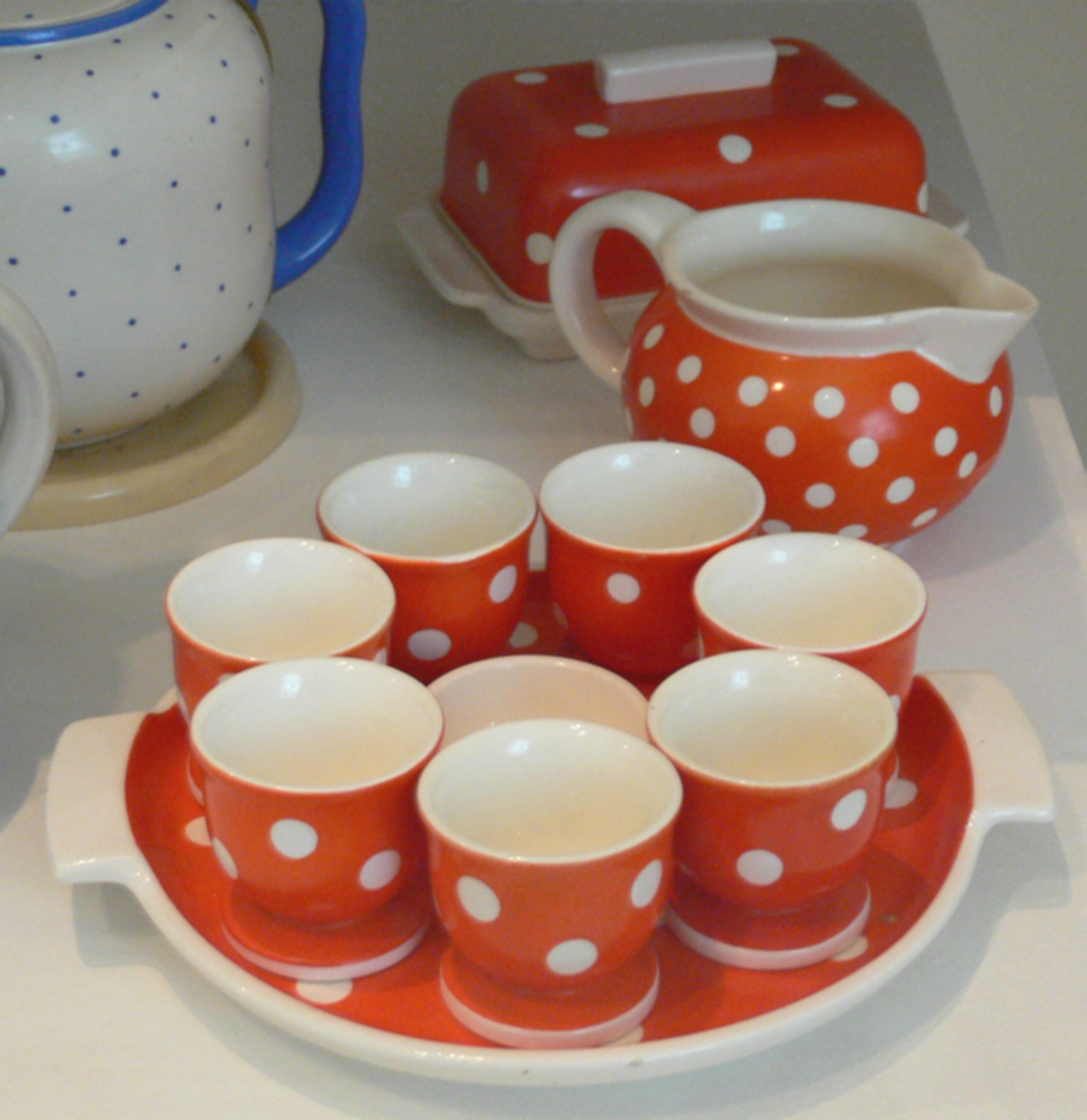
a pois
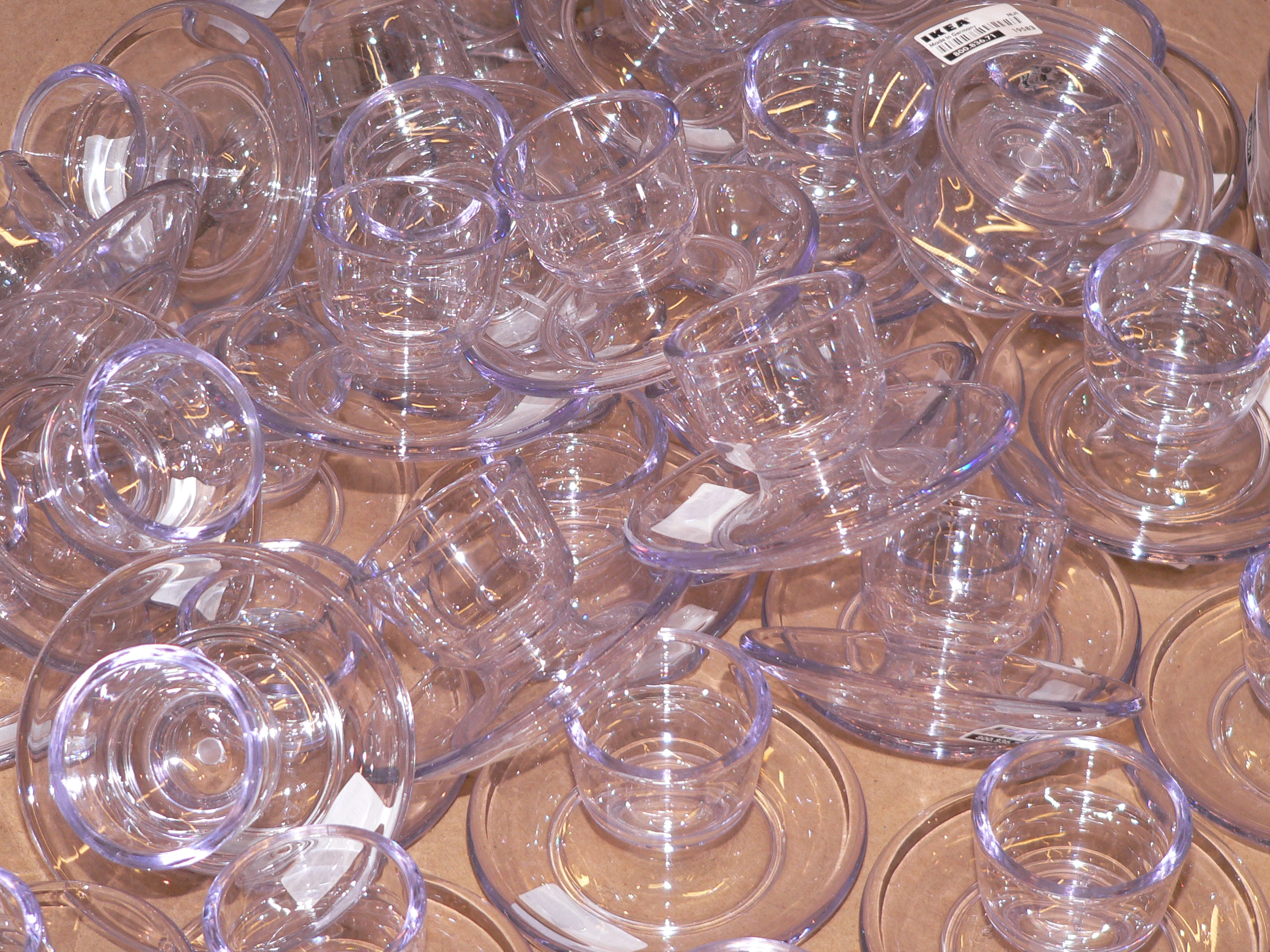
in plastica
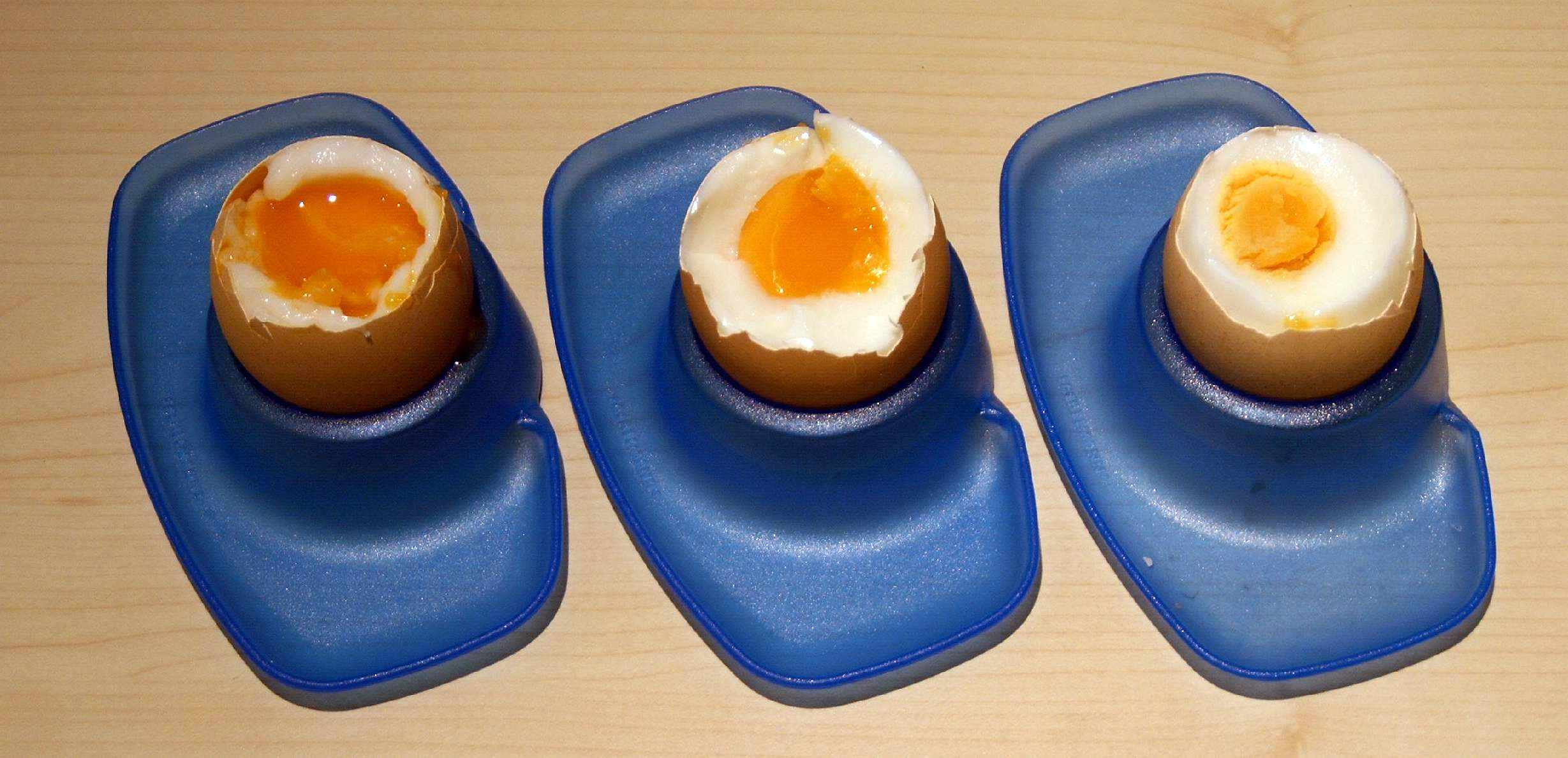
con piattino